# Rhysopterus plurijugus
Rhysopterus plurijugus är en flockblommig växtart som beskrevs av John Merle Coulter och Joseph Nelson Rose. Rhysopterus plurijugus ingår i släktet Rhysopterus och familjen flockblommiga växter. Inga underarter finns listade i Catalogue of Life.